# Bill Sharpe
Bill Sharpe, właśc. William John Sharpe (ur. 23 stycznia 1932 w Filadelfii, zm. 28 grudnia 1995) – amerykański lekkoatleta, trójskoczek, dwukrotny medalista igrzysk panamerykańskich i trzykrotny olimpijczyk.
Zajął 4. miejsce w finale trójskoku na igrzyskach olimpijskich w 1956 w Melbourne. Ustanowił wówczas rekord USA wynikiem 15,88 m. Zdobył brązowy  medal w tej konkurencji na igrzyskach panamerykańskich w 1959 w Chicago, przegrywając jedynie z Brazylijczykiem Adhemarem da Silvą i swym kolegą z reprezentacji Stanów Zjednoczonych Hermanem Stokesem. Odpadł w eliminacjach trójskoku na igrzyskach olimpijskich w 1960 w Rzymie.
Zwyciężył na igrzyskach panamerykańskich w 1963 w São Paulo, wyprzedzając Ramóna Lópeza z Kuby i Mário Gomesa z Brazylii. Zajął 11. miejsce na igrzyskach olimpijskich w 1964 w Tokio.
Był mistrzem Stanów Zjednoczonych (AAU) w trójskoku w 1957, 1961 i 1962, wicemistrzem w 1955 i 1963 oraz brązowym medalistą w 1960 i 1964. Był także akademickim mistrzem USA (NCAA) w 1956.
Jego rekord życiowy w trójskoku wynosił 16,18 m, ustanowiony 13 września 1964 w Los Angeles.